# Stan Vanderbeek
Stan Vanderbeek, adaptación del nombre de nacimiento, Edward Stanley Van Der Beek, llamado también Stan VanDerBeek (Nueva York, 6 de enero de 1927-Baltimore, 19 de septiembre de 1984) fue un artista y cineasta experimental estadounidense.

## Biografía
Stan Vanderbeek, de origen danés y neerlandés, nació en Nueva York en 1927. Estudió en la Cooper Union y el Black Mountain College, y recibió un doctorado honorario en este último en 1957 y otro en Cooper Union en 1972.
Pionero del cine underground, en la segunda mitad de la década de los años 1950 realizó una serie de collages animados que constituyen lo más conocido de su obra fílmica y que inspiraron posteriormente a otros creadores como Terry Gilliam, autor de las famosas animaciones de Monty Python's Flying Circus. En estas piezas de animación con recortables, Vanderbeek experimentaba mezclando caligrafía y elementos pintados con imágenes reales ajenas o filmadas por él. Interesado por la conexión entre arte y nuevas tecnologías, en los años 1960 realizó obras multimedia y animación por ordenador, y en los setenta construyó un "Movie-Drome" en Stony Point (Nueva York), que era un laboratorio audiovisual para la proyección de películas, danza, teatro mágico, sonido y otros efectos visuales. Sus experiencias multimedia incluyeron murales de películas, sistemas de proyección, eventos en planetarios y la exploración de los primeros sistemas de procesamiento de imágenes y gráficos por ordenador.
Durante su carrera, Vanderbeek ha recibido numerosos premios, incluyendo becas de la Fundación Rockefeller, Fundación Guggehheim,  Fundación Ford y el National Endowment for the Arts, y un premio al cineasta independiente del American Film Institute. Ha sido artista residente en la Universidad del Sur de Florida y profesor de arte en la Universidad de Maryland en Baltimore. Su trabajo ha sido objeto de retrospectivas en el Museo de Arte Moderno y en el Whitney Museum of American Art de Nueva York.